# François Sigaut
Pour les articles homonymes, voir Sigaut.
François Sigaut, né le 10 novembre 1940 à Reims et mort le 2 novembre 2012 à Sevran, est un agronome et historien français.

## Biographie
François Sigaut est né le 10 novembre 1940 à Reims, il est le plus jeune d'une fratrie de cinq enfants d'une famille citadine. C'est pendant ses études dans un collège, tenu par des jésuites que débute son intérêt pour les anciens textes en latin. Ensuite il va à Paris au collège Stanislas pour y préparer les concours des grandes écoles. En 1960, il intègre l'Institut national agronomique avant d'entrer, en 1962, à l’École supérieure d’agronomie tropicale de Nogent-sur-Marne.
Devenu ingénieur agronome, il part pour un an comme coopérant au Niger. Il est ensuite « chargé d'études d'aménagement rural » en France et en Algérie. Son observation des techniques agricoles traditionnelles le pousse à entreprendre une thèse d’ethnologie sur les techniques anciennes de préparation des champs, sous la direction de Lucien Bernot.
En 1978, il est élu à l’École des hautes études en sciences sociales où il poursuit ses recherches sur les techniques agricoles préindustrielles et s'intéresse particulièrement aux outils et aux gestes.
En tant que directeur d'études à l'EHESS, il a contribué à consolider, dans la foulée d'André Leroi-Gourhan et d'André-Georges Haudricourt, une nouvelle discipline : la technologie, conçue comme branche à part entière des sciences de l'homme.
Promoteur des institutions de conservation de notre patrimoine et des outils de notre culture depuis la préhistoire jusqu’à nos jours, il fut l’un des fondateurs de l’Association française des musées d’agriculture (AFMA) et présida l’Association internationale des musées d’agriculture (AIMA). Membre de l’Académie d'agriculture de France, il fut aussi le président de l’Association pour l’étude de l’histoire de l’agriculture (AEHA).

## Travaux importants

### Triangle de Sigaut
François Sigaut s'est également intéressé aux rapports sociaux au sein des groupes professionnels, et a proposé un schéma des relations de travail connu sous le nom de « triangle de Sigaut ».

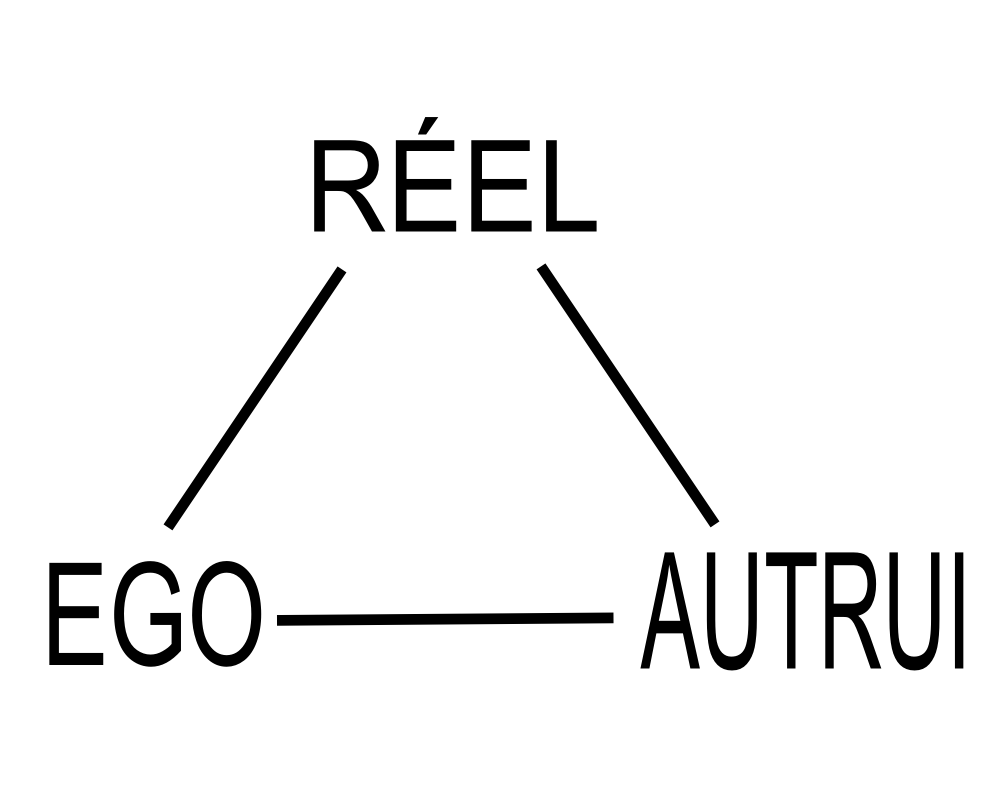
Triangle de Sigaut
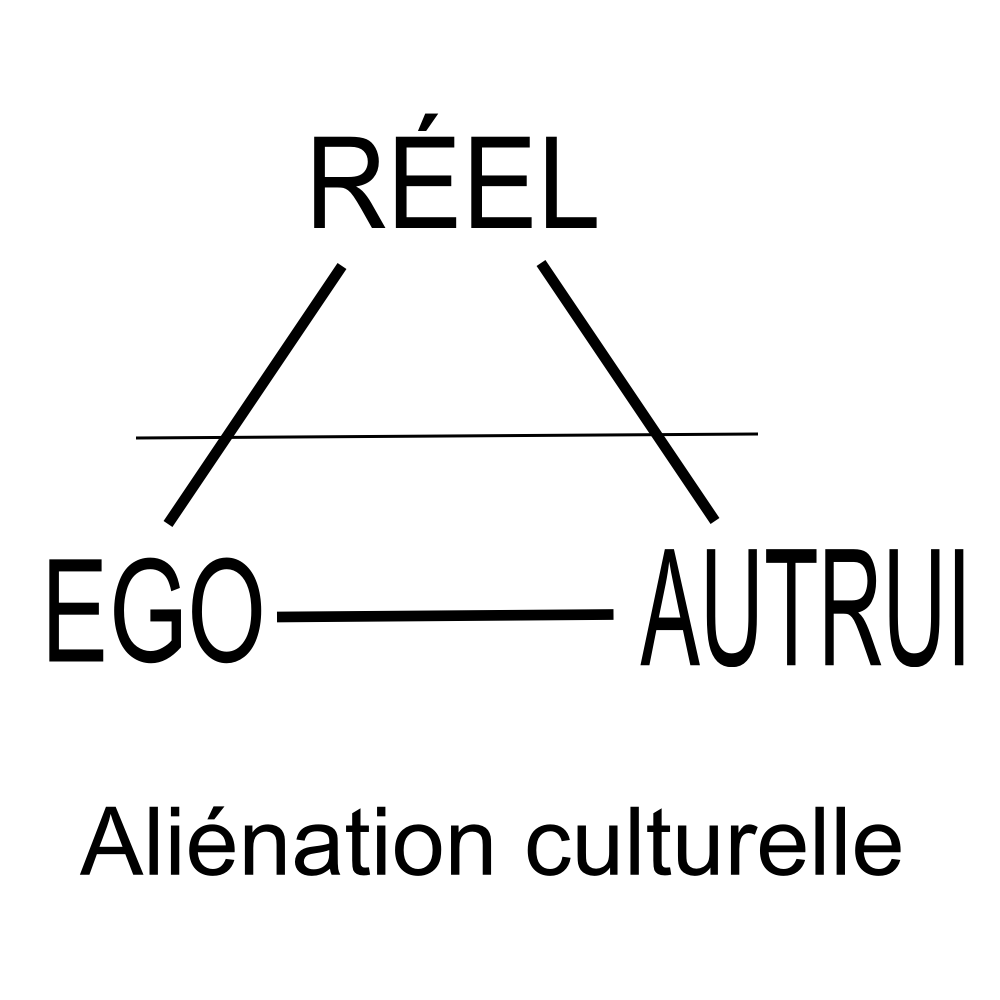
Situation d'aliénation culturelle
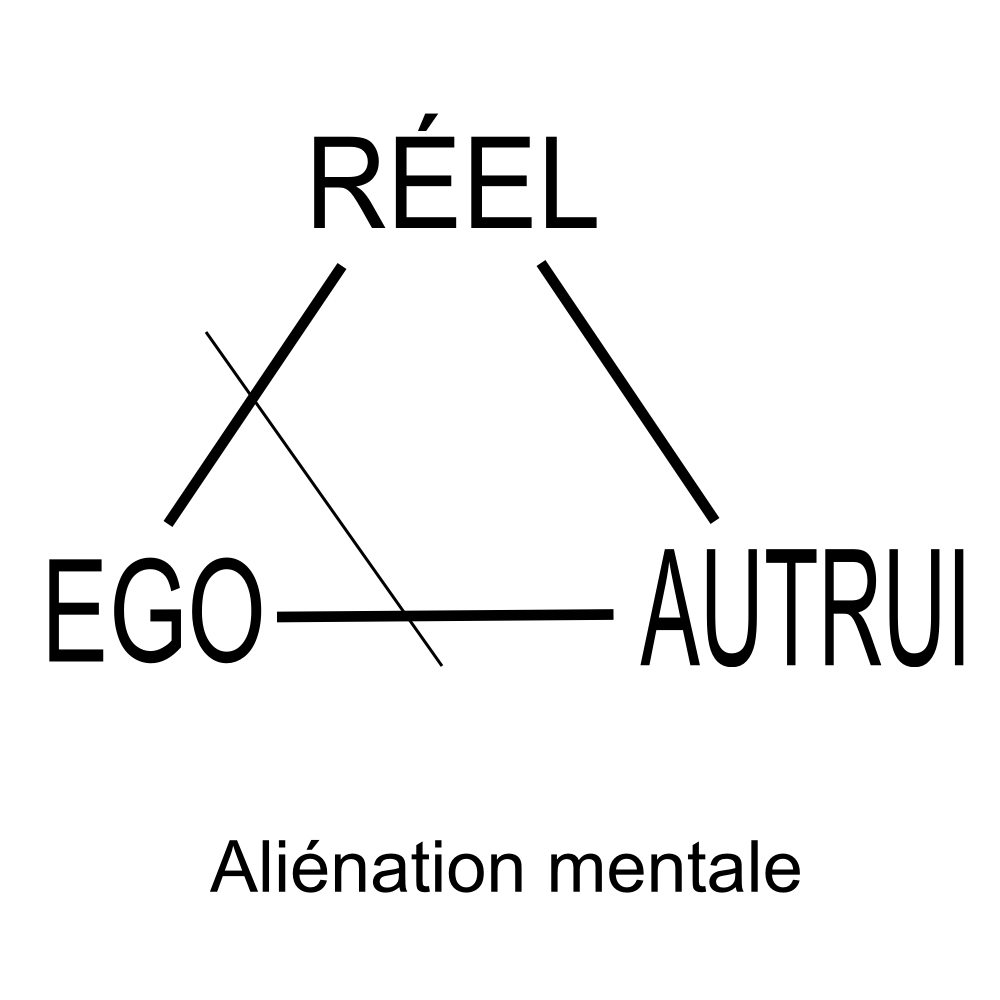
Situation d'aliénation mentale
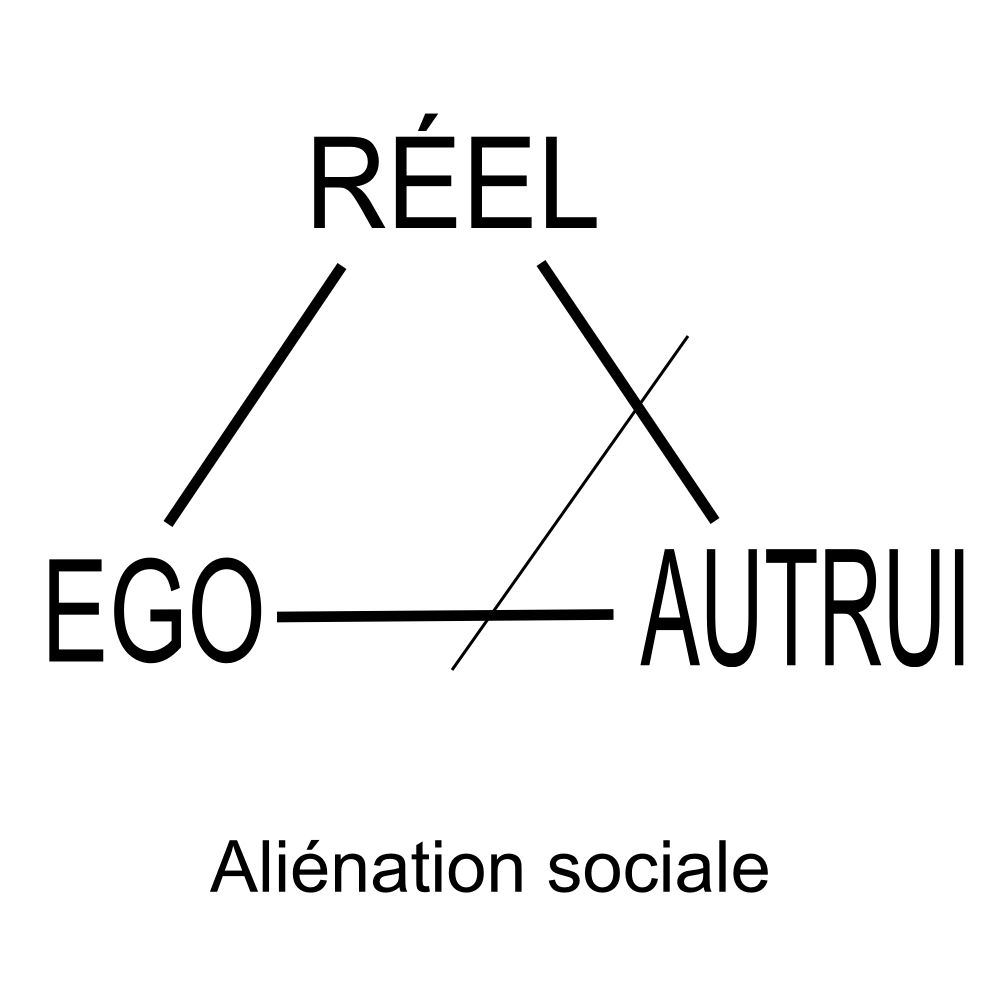
Situation d'aliénation sociale

## Publications

### Ouvrages
- L’Agriculture et le feu. Rôle et place du feu dans les techniques de préparation du champ de l’ancienne agriculture européenne, Paris-La Haye, Mouton, 1975, 320 p..
- Les Réserves de grains à long terme. Techniques de conservation et fonctions sociales dans l’histoire, Paris, Éditions de la MSH et Publications de l’Université de Lille III, 1978, 202 p..
- En codirection avec Marie-Claire Amouretti, Traditions agronomiques européennes. Élaboration et transmission depuis l'Antiquité. Actes du 120e congrès national des sociétés historiques et scientifiques, Aix-en-Provence, 23-25 octobre 1995, Paris, Éditions du CTHS, 1998, 279 p..
- En codirection avec Yasmine Marzouk et Christian Seignobos, Outils aratoires en Afrique. Innovations, normes et traces, Paris, Karthala, 2000, 397 p..
- En codirection avec Mouette Barboff, Cozette Griffin-Kremer et Robert Kremer, Meules à grains : Actes du colloque international, La Ferté-sous-Jouarre, 16-19 mai 2002, Paris, Éditions de la MSH et Ibis Press, 2003, 473 p.
- En codirection avec René Bourrigaud, Nous labourons. Actes du colloque « Techniques de travail de la terre, hier et aujourd’hui, ici et là-bas » Nantes-Nozay-Châteaubriant 25-28 octobre 2006, Nantes-, Centre d'histoire du travail, 2007, 399 p..
- En collaboration avec Pierre Morlon, La Troublante histoire de la jachère : pratique des cultivateurs, concepts de lettrés et enjeux sociaux, Paris, Quae éditions, 2008, 324 p. (lire en ligne).
- En codirection avec Hélène Franconie et Monique Chastanet, Couscous, boulgour et polenta. Transformer et consommer les céréales dans le monde, Paris, Karthala, 2010, 477 p..
- Comment Homo devint faber. Comment l'outil fit l'homme, Paris, CNRS éditions, série "Le Passé recomposé", 2012, 240 p..

### Articles
- « Les conditions d'apparition de la charrue : Contribution à l'étude des techniques de travail du sol dans les anciens systèmes de culture », Journal d'agriculture tropicale et de botanique appliquée, vol. 19, nos 10-11,‎ octobre-novembre 1971, p. 442-478 (lire en ligne, consulté le 8 décembre 2018).
- « L'Évolution technique des agricultures européennes avant l'époque industrielle. / Technical evolution of preindustrial agricultures in Europe », Revue archéologique du Centre de la France, t. 27, no 1,‎ 1988, p. 7-41 (lire en ligne, consulté le 9 décembre 2018).
- « La naissance du machinisme agricole moderne », Anthropologie et Sociétés, vol. 13, no 2,‎ 1989, p. 79-102 (lire en ligne, consulté le 9 décembre 2018).